# Дмитриевское (Ставропольский край)
Дми́триевское — село в Красногвардейском районе (муниципальном округе) Ставропольского края России.

## Физико-географическая характеристика
Село расположено на востоке Красногвардейского района, в пределах Ставропольской возвышенности, на правом берегу реки Егорлык, на высоте 72 метра над уровнем моря. Рельеф местности холмисто-равнинный, местность имеет общий уклон к юго-западу по направлению к реке Егорлык. Почвы — чернозёмы южные и обыкновенные мицеллярно-карбонатные, в пойме реки Егорлык — пойменные карбонатные. Почвообразующие породы — глины и суглинки.
По автомобильной дороге расстояние до краевого центра города Ставрополя составляет 100 км, до районного центра села Красногвардейское — 35 км. Развилка автодорог на Ипатово, Городовиковск (через Родыки) и Красногвардейское.
Климат
Климат континентальный, умеренно-засушливый (согласно классификации климатов Кёппена-Гейгера — Dfa). Среднегодовая температура воздуха положительная и составляет + 10,4 °C, средняя температура самого холодного месяца января — 3,1 °C, самого жаркого месяца июля + 23,7 °C. Расчётная многолетняя норма осадков — 481 мм. Наименьшее количество осадков выпадает в феврале (27 мм), наибольшее в июне (59 мм).
Часовой пояс
Дмитриевское, как и весь Ставропольский край, находится в часовой зоне МСК (московское время). Смещение применяемого времени относительно UTC составляет +3:00.

## История
Основано в 1801 году (по другим данным в 1848 году как село Новодмитриевское Медвеженского уезда Ставропольской губернии). 
В 1856 году построена Николаевская церковь (расширена в 1875 году, в 1908—1909 годах перестроена). В 1904 году построены Троицкая и Успенская церкви. При Николаевской церкви действовали мужская (открыта в 1886 году) и женская (открыта в 1897 году) одноклассные школы. При остальных церквях по одной школе. 
27 марта (8 апреля) 1894 года состоялся общественный приговор крестьян села Дмитриевского Медвеженского уезда Ставропольской губернии об открытии в селе приходской школы.
На 1911 год в селе были три одноклассных министерских и одно начальное профессиональное училище.
К началу XX века приставка «Ново-» в названии села отпала. Согласно Списку населённых мест Ставропольской губернии в 1909 году в селе Дмитриевском имелось 1944 двора, проживало 7501 душ мужского и 7382 женского пола. В селе располагалось волостное правление, имелись 34 торговых и 16 промышленных предприятия, почтовое отделение, 2 аптеки, 2 фельдшера, пожарный обоз, 4 хлебозапасных магазина.
В начале 1920 года в Дмитровскую волость входили: с. Дмитриевское, Тахта, хутора Воровская Балка, Отруб первый, Отруб второй, Отруб третий. В дальнейшем Тахта выделилась в самостоятельную волость.
По состоянию на 1926 год село было центром Дмитриевского сельсовета Медвеженского района Ставропольского округа Северо-Кавказского края. Согласно первой Всесоюзной переписи населения 1926 года в селе проживало 10 891 человек, из них украинцев — 10 161. В 1926 году в Дмитриевском сельсовете обозначился хутор Прилесный.
6 декабря 1928 года (по другим данным 4 октября 1932 года) хутор Прилесный был передан из Дмитриевского сельсовета в Ново-Андреевский сельсовет.
7 июня 1929 года из Дмитриевского сельсовета в Тахтинский был передан хутор Восточный.
4 октября 1932 года из Дмитриевского сельсовета переданы: х. Красная Поляна - в Подлесненский сельсовет, х. Прилесный - в Ново-Андреевский сельсовет.
До 16 марта 2020 года Дмитриевское образовывало упразднённое сельское поселение село Дмитриевское.

## Население
| 1873  | 1883  | 1884  | 1897    | 1903    | 1908    | 1909    | 1926    | 1989  |
| ----- | ----- | ----- | ------- | ------- | ------- | ------- | ------- | ----- |
| 5784  | ↗6942 | ↗7231 | ↗10 671 | ↗11 044 | ↗16 421 | ↘14 883 | ↘10 891 | ↘3278 |
| 2002  | 2010  | 2012  | 2013    | 2014    | 2015    | 2016    | 2017    | 2018  |
| ↗3381 | ↘3214 | ↘3123 | ↘3066   | ↘3007   | ↘2969   | ↘2909   | ↘2888   | ↘2867 |
| 2019  | 2020  | 2021  | 2023    |         |         |         |         |       |
| ↘2858 | ↘2813 | ↗2902 | ↘2863   |         |         |         |         |       |

Национальный состав
По итогам переписи населения 2010 года проживали следующие национальности (национальности менее 1 %, см. в сноске к строке «Другие»):
| Национальность | Численность | Процент |
| -------------- | ----------- | ------- |
| Русские        | 3101        | 96,48   |
| Другие         | 113         | 3,52    |
| Итого          | 3214        | 100,00  |

## Инфраструктура
- СПКК «Родина». Образовано 4 мая 1954 года как колхоз «Родина»[38]
- Культурно-досуговый центр.
- В 2017 году открыт спортивный комплекс им. Н. Л. Душка[39] (назван в честь бывшего председателя колхоза «Родина» Николая Леонидовича Душка)[40][41].

## Образование
- Детский сад № 8 «Солнышко».
- Детский сад № 3 «Родничок»
- Детский сад № 5 «Ключик»
- Средняя общеобразовательная школа № 8.

## Русская православная церковь
В селе было три церкви — Успения Пресвятой Богородицы, Святой троицы и Святителя Николая Чудотворца (действующая).
Николаевская церковь
Построена в 1856 году, расширена в 1875 году; в 1908 — 9 годах перестроена. Имеется придел во имя св. Георгия Победоносца. Церковных сумм бил. 4858 руб. Состав причта: 2 свящ., 1 диак. и 2 псаломщ. Причтовой земли 198 дес. Для помещения одного священника имеется церковный дом, о 3 комнатах; диакону квартира при церковно-приходской школе. Казеннаго жалованья положено: первому священнику 137 руб. 20 коп., второму 135 р., двум псаломщикам по 45 р. и просформе 15 р. 68 коп. Капиталов причта 1186 руб. 89 кон. Церковныя школы: 1) мужская одноклассная, открыта в 1886 году, помещается в собственном здании, построенном на церковный и общественный средства с пособием от Уч. Сов., стоимостью 5500 р., и 2) женская одноклассная, открытая в 1897 году, помещается в собственном здании, построенном на церковный средства с пособием Учил. Совета, стоимостью 2500 руб. Министерских училищ два: одноклассное и начальное профессиональное. Население (ц. д.): 6126. Рождений 448, браков 60, смертей 219.
Троицкая церковь
Построена в 1904 году; каменная. Состав причта: 1 священ., 1 диак. и 1 псалом. Священник и псаломщик живут в церковных домах. Причтовой земли нет. Школы: 1) церковно-приходская, открыта в 1906 году, помещается в церковной сторожке, и 2) министерская одноклассная школа на 80 уч. Население (ц. д.): 3016. Рождений 219, браков 56, смертей 105. Разрушена после революции
Успенская церковь
Построена в 1904 году; каменная, стоимостью 60000 руб.; иконостас временный на полотне. Церковных сумм бил. 500 рублей. Состав причта: 1 свящ., 1 диакон и 1 псалом. Земли причтовой нет. Священник и псаломщик помещаются в церковных домах, деревянных, обложенных кирпичом; оба стоимостью 5500 р. В приходе имеются: 1) церковно-приходская школа, помещается при церковной сторожке и 2) министерское одноклассное училище. Население (ц. д.): 2906. Рождений 232, браков 34, смертей 173.
Разрушена после революции. На её месте установлен крест.

## Люди, связанные с селом
- Алексей Трофимович Галь (1924, Дмитриевское — 1943) — красноармеец Рабоче-крестьянской Красной Армии, участник Великой Отечественной войны, Герой Советского Союза (1943).

## Эпидемиология
- Находится в местности, отнесённой к активным природным очагам туляремии[43].

## Памятники
- Братская могила советских воинов, погибших в борьбе с фашистами. 1942, 1945 года[44].
- Могила лейтенанта Рощина, погибшего в борьбе с фашистами. 1943, 1945 года[45].

## Кладбища
В границах Дмитриевского расположены три общественных открытых кладбища.